# SSh-60
O SSh-60 (em russo:  СШ-60, стальной шлем образца 1960 года, transl. Stal'noy shlem obraztsa 1960 goda, ou capacete de aço de 1960) foi uma melhoria do capacete de aço soviético SSh-40 do Exército Soviético, entrando em produção em torno de 1960. Não era fundamentalmente diferente do SSh-40 da Segunda Guerra Mundial.

## Desenho
A forma geral e o casco do capacete permaneceram inalterados, o que é o novo são os suportes do capacete, que permitiram o ajuste para acomodar a Ushanka, o chapéu de pele para climas frios. O arnês interno foi modificado para incluir quatro almofadas de couro recheadas (em vez de três como no SSh-40) presas aos rebites da cúpula. As pétalas foram movidas para o topo do capacete junto com dois rebites e a tira do queixo. Como o SSh-60 parece idêntico ao SSh-40 externamente quando usado, as fotos não indicam quantos estavam em uso. O curto tempo de fabricação sugere que estes eram limitados em número quando comparados ao SSh-40.
Em meados da década de 1960, um dispositivo melhorado sob o ombro foi desenvolvido para o capacete (após a conclusão dos testes, foi patenteado em 1967).
Existe uma versão de exportação do SSh-60, projetada para venda e exportação para outros países fora da União Soviética. Difere do capacete principal apenas com uma mudança na cor do forro do capacete. O padrão soviético usado pelos militares vietnamitas, e usados na função de polícia militar, são brancos com bordas inferiores vermelhas, com a estrela amarela nacional vietnamita sobre fundo vermelho. Eles têm o acrônimo "KSQS" de "Kiem Soat Quan Su" ("Controle Militar") em ambos os lados em vermelho.
O SSh-60 foi posteriormente desenvolvido no modelo SSh-68. A Infantaria Naval soviética ainda era equipada com modelos SSh-60 na década de 1970, comumente usando-os com uma estrela vermelha oca pintada na frente. Quantidades de SSh-40 e SSh-60 permaneceram em uso durante todo o período soviético e além, com alguns exemplares ainda sendo usados pelo exército russo na década de 2010.

O SSh-60 foi usado no Afeganistão, podendo ser pintado ou usar coberturas camufladas; estes podendo ser no padrão KLMK  ou KZM. O Exército Afegão da República Democrática do Afeganistão foi equipado com capacetes SSh-60, que foram decorados com símbolos afegãos pintados diretamente. Estes eram a bandeira tricolor nacional afegão nas cores preto, verde e vermelho; podendo ser em forma retangular na frente com flâmulas nas laterais. O triângulo tricolor do exército também era aplicado, com as letras iniciais afegãs de Afghan Melli-E Oudou (Exército Nacional Afegão) em cada lado. A Síria adquiriu capacetes SSh-60, e o Exército Árabe Sírio os utilizou na Guerra do Yom Kippur, na Guerra Civil no Líbano (onde também equipou milícias libanesas) e na Guerra do Golfo. Os ucranianos usaram o SSh-60 pintado no azul-claro da ONU durante a missão de manutenção da paz no Kosovo, a KFOR.

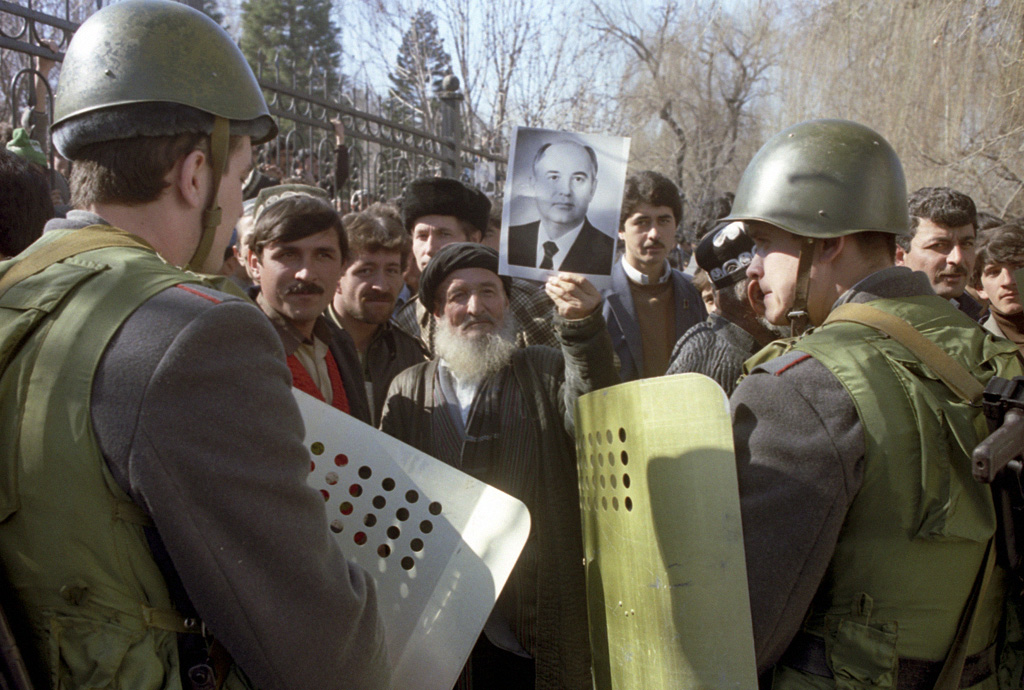
Militares com o SSh-40 (esquerda) e SSh-60 (direita) durante os distúrbios em Dushanbe, em fevereiro de 1990.
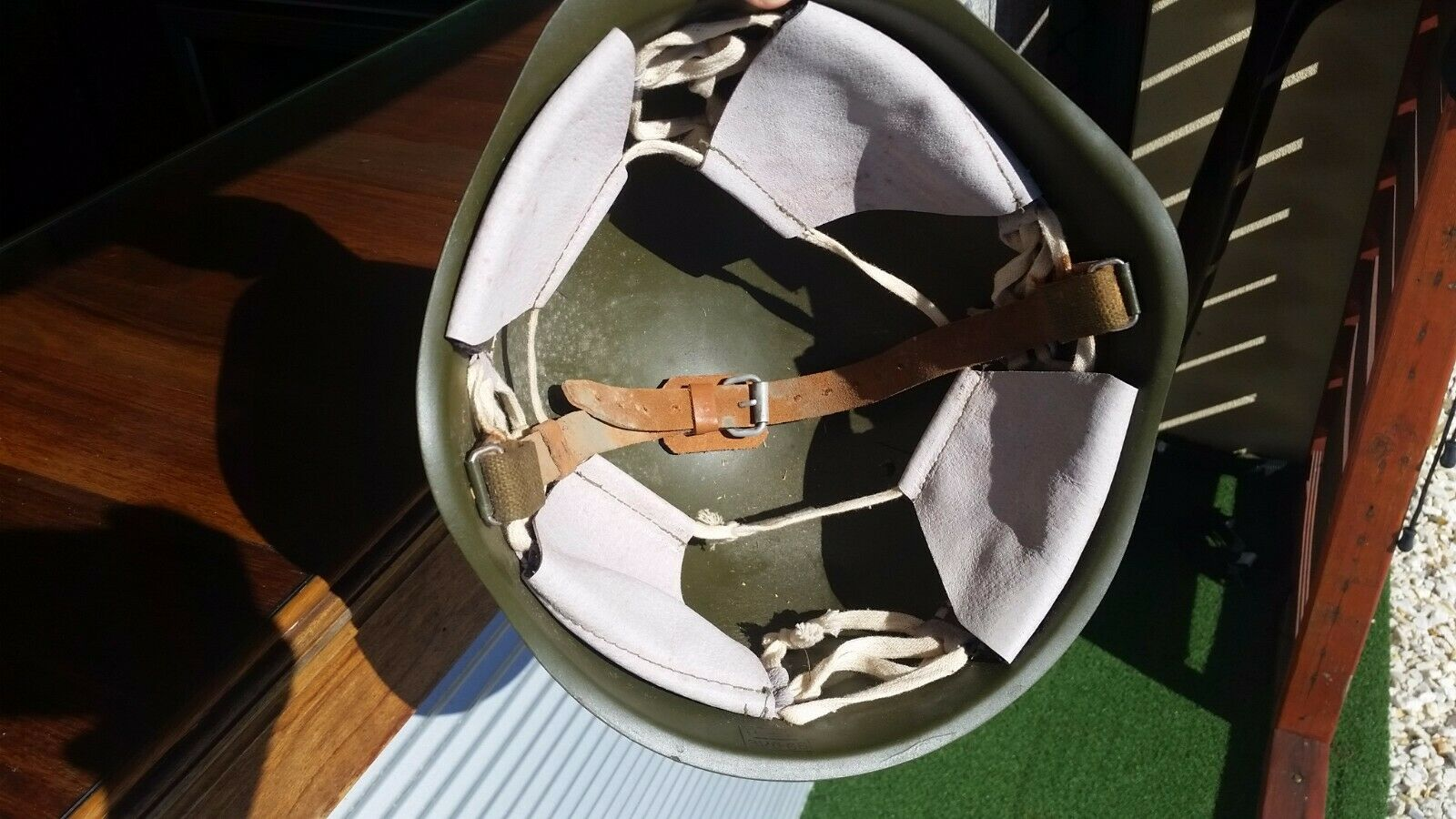
Forro do capacete SSh-60 de exportação. Observe que é uma cor mais clara em comparação com os capacetes padrão.
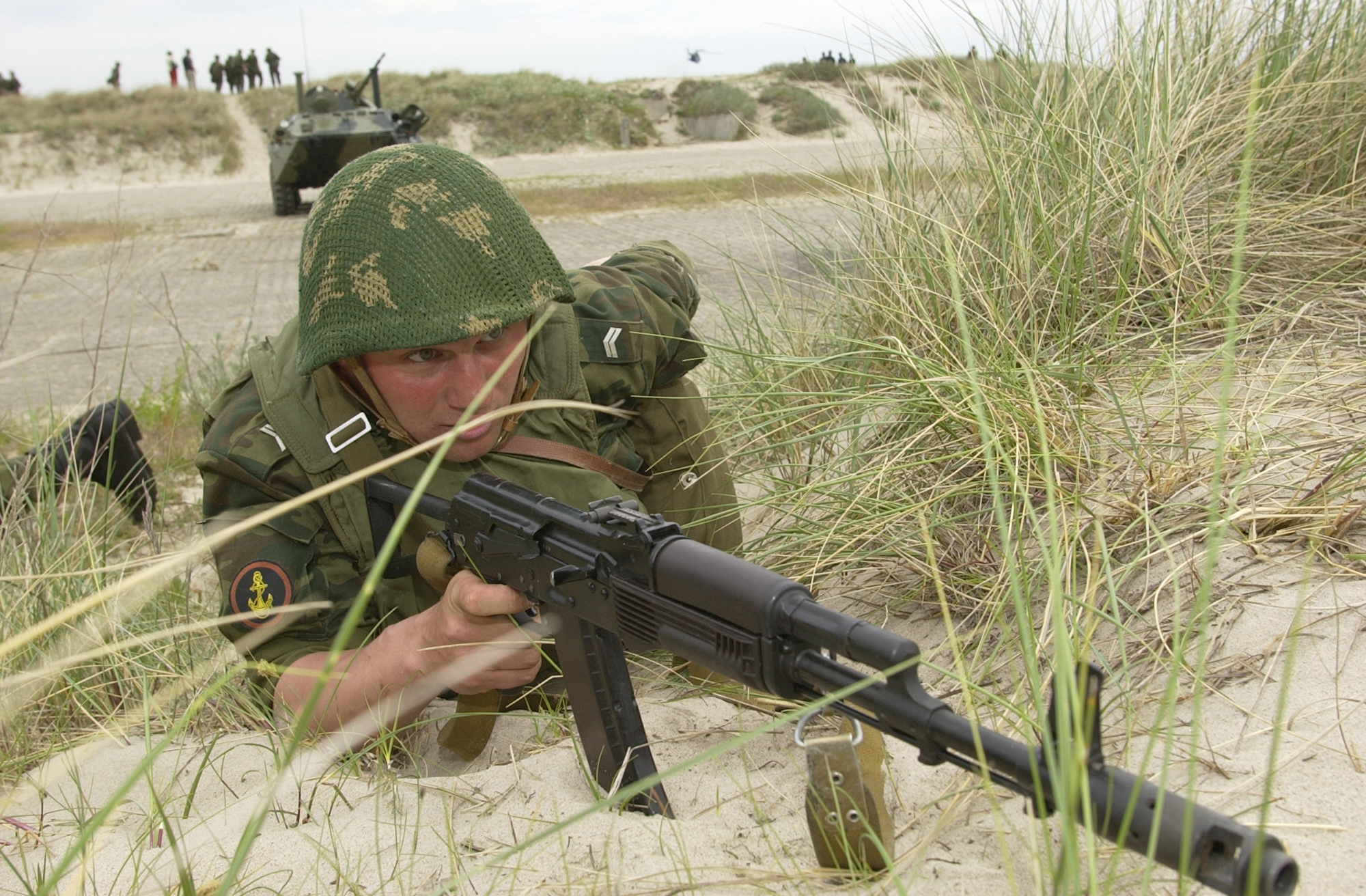
Um fuzileiro naval russo usando um capacete SSh-60 com a cobertura camuflada padrão KZM durante um exercício internacional em Ustka, na Polônia, como parte das Operações Bálticas (BALTOPS), 2003.
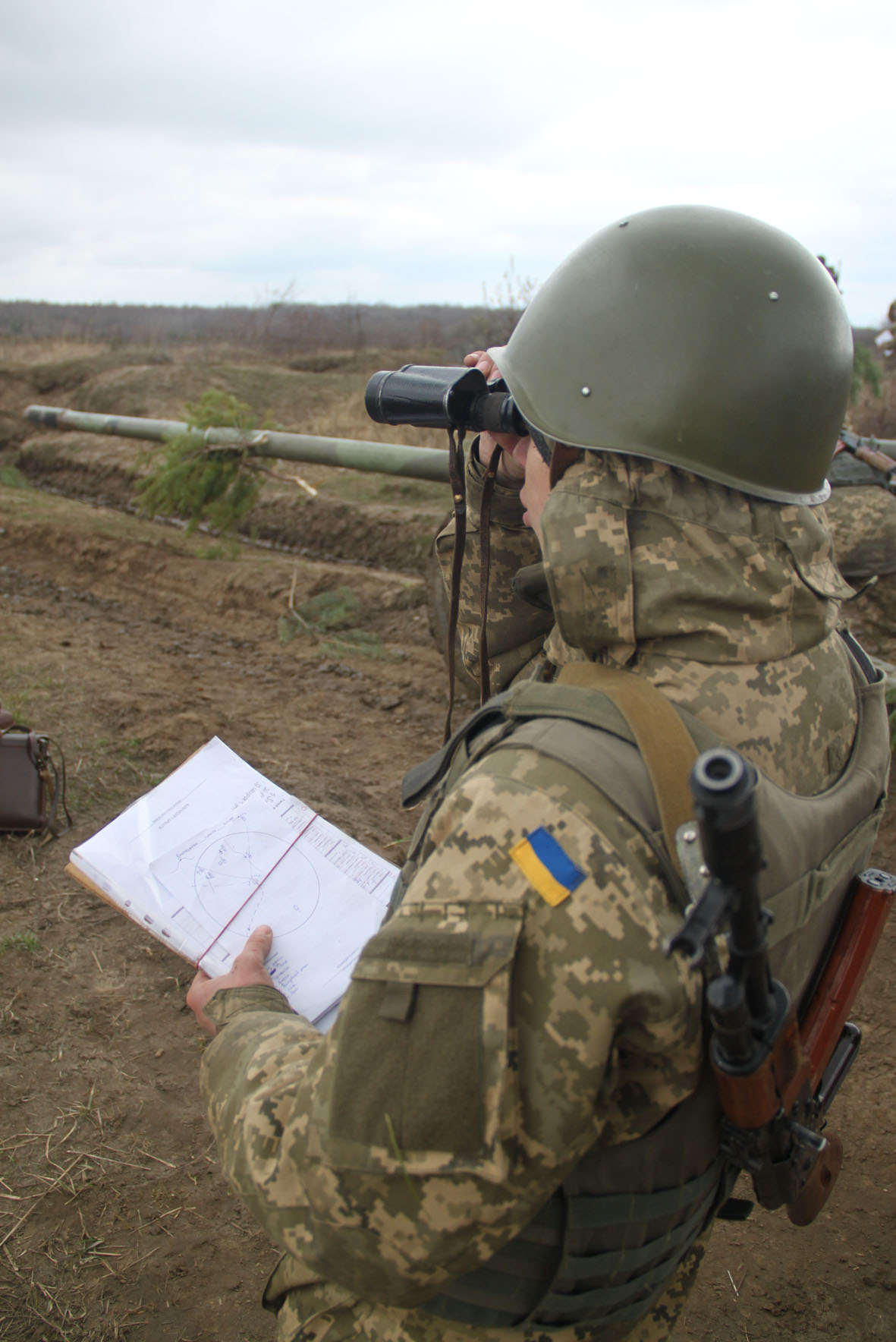
Soldado ucraniano usando um capacete SSh-60 durante um treinamento de artilharia, em 24 de março de 2016.

## Usuários
- União Soviética
- Rússia
- Ucrânia
- Moldávia
- Vietnã
- Síria
- Afeganistão